# The small museum
The small museum is naar eigen zeggen het kleinste museum van Amsterdam en Nederland, en wellicht ook van de wereld.
Het is gevestigd aan de buitenzijde van popzaal Paradiso aan de Weteringschans in Amsterdam-Centrum. Het is een pop-upmuseum dat artistieke kunstwerken tentoonstelt waartoe Paradiso opdracht heeft gegeven en die te maken hebben met populaire cultuur. The small museum bestaat uit een (verlicht) zwart opstapje van twee treden waarop haar naam staat en een vitrinekastje daarboven waarin het kunstwerk zich bevindt. Dit kastje vond haar oorsprong als plaats waar de datum en tijd van diensten van de voormalige kerk werden aangekondigd. De kunstwerken zijn slechts voor een korte tijd te zien, soms ook is het museum even weg.
Voorbeeld in 2018-2019:
- 3 november 2018-15 december 2019: Tiny triptych I van Annegien van Doorn
- 15 december 2018-29 januari 2019: Tiny triptych II van Simon Wald-Lasowski
- 4 februari 2019 – 5 maart 2019: Tiny triptych III van Adrian (Woods) en Gidi (van Maarseveen)
- 27 augustus 2019 – 24 oktober 2019: The new punk no. 2 Beste Matthijs van Jordy Koevoets